# Shock Wave
 Shock Wave  is een stalen achtbaan in het attractiepark Six Flags Over Texas in Arlington, Texas.

## Algemene Informatie
Shock Wave was een paar weken lang de grootste achtbaan met twee loopings Maar al snel werd The Loch Ness Monster geopend in Busch Gardens Europe. Shock Wave ligt aan de Interstate 30. Hierdoor kunnen de mensen die hierover rijden Shock Wave gemakkelijk zien. Shock Wave is gelijk aan Laser in Dorney Park. Welke is geopend in 1986. In het seizoen van 2004 moest Shock Wave sluiten omdat er een overstroming was geweest. In seizoen 2005 werd Shock Wave weer geopend voor publiek.

## Aanpassingen
In de winter van 2008 heeft Shock Wave een aantal aanpassingen gehad. Zo is de baan herschilderd in dezelfde kleuren, en zijn er een aantal veiligheidsmaatregelen genomen.
Huidig:
Aquaman: Power Wave ·
Batman The Ride ·
Joker ·
Judge Roy Scream ·
Mini Mine Train ·
Mr. Freeze ·
New Texas Giant ·
Pandemonium ·
Runaway Mine Train ·
Runaway Mountain ·
Shock Wave ·
Titan  ·
Wile E. Coyote's Grand Canyon Blaster
Verdwenen:
Big Bend · 
Cucaracha ·
Flashback! ·
La Vibora